# Inigo Campioni
Inigo Campioni (ur. 14 listopada 1878 w Viareggio (Prowincja Lukka), zm. 24 maja 1944 w Parmie) – admirał Włoskiej Królewskiej Marynarki Wojennej (Regia Marina) podczas II wojny światowej. 
Campioni dowodził kilkoma jednostkami marynarki wojennej w czasie wojny i doszedł do stopnia wiceadmirała (Ammiraglio di Squadra). Był później nominowany na gubernatora włoskich wysp Dodekanez. 8 września 1943 roku, w czasie zawieszenia broni pomiędzy Włochami a aliantami przebywał na wyspie Rodos. 
Campioni odmówił współpracy z rządem nowo powstałej Włoskiej Republiki Socjalnej. Przewieziony do strefy kontrolowanej przez faszystowski rząd, został skazany na śmierć przez sąd wojskowy Włoskiej Republiki Socjalnej za zdradę stanu i rozstrzelany w maju 1944 roku.
Pośmiertnie otrzymał Złoty Medal za Męstwo Wojskowe.